# Cobaltita
A cobaltita (português brasileiro) ou cobaltite (português europeu) é um mineral sulfuroso composto por cobalto, arsênio e enxofre. Contém até 10% de ferro e quantidades variáveis de níquel. Estruturalmente assemelha-se à pirite (FeS2), com um dos átomos de enxofre substituído por um átomo de arsénio.
Apesar de sua escassez, o mineral é processado como una fonte significativa de cobalto; um mineral de importância estratégica. É comum que apresente incrustações secundárias de eritrina (arseniato de cobalto hidratado), produto da meteorização
O nome advém do alemão, Kobold
Aparece em depósitos hidrotermais de alta temperatura e em rochas metamórficas. Produz-se em associação com a magnetite, esfalerite, calcopirite, escuterudite, alanite, zoisite, escapolite, titanite e calcite. Foi descrito em 1832, e a sua localidade tipo é Cobalto, em Ontário.
Encontra-se principalmente nos seguintes países: Suécia, Noruega, Alemanha, Inglaterra, Canadá, Austrália, República Democrática do Congo e Marrocos.